# Активни грађански савјетник
Активни грађански савјетник (рус. действительный статский советник) је био грађански чин IV класе у Табели рангова Руске Империје. Одговарао је дужности директора департмана, губернатора и градоначелника. Давао је право на наследно племство.
Обраћало му се са Ваше превасходство.
Чин је укинут 1917. од стране Совјета народних комесара.